# Chartwell

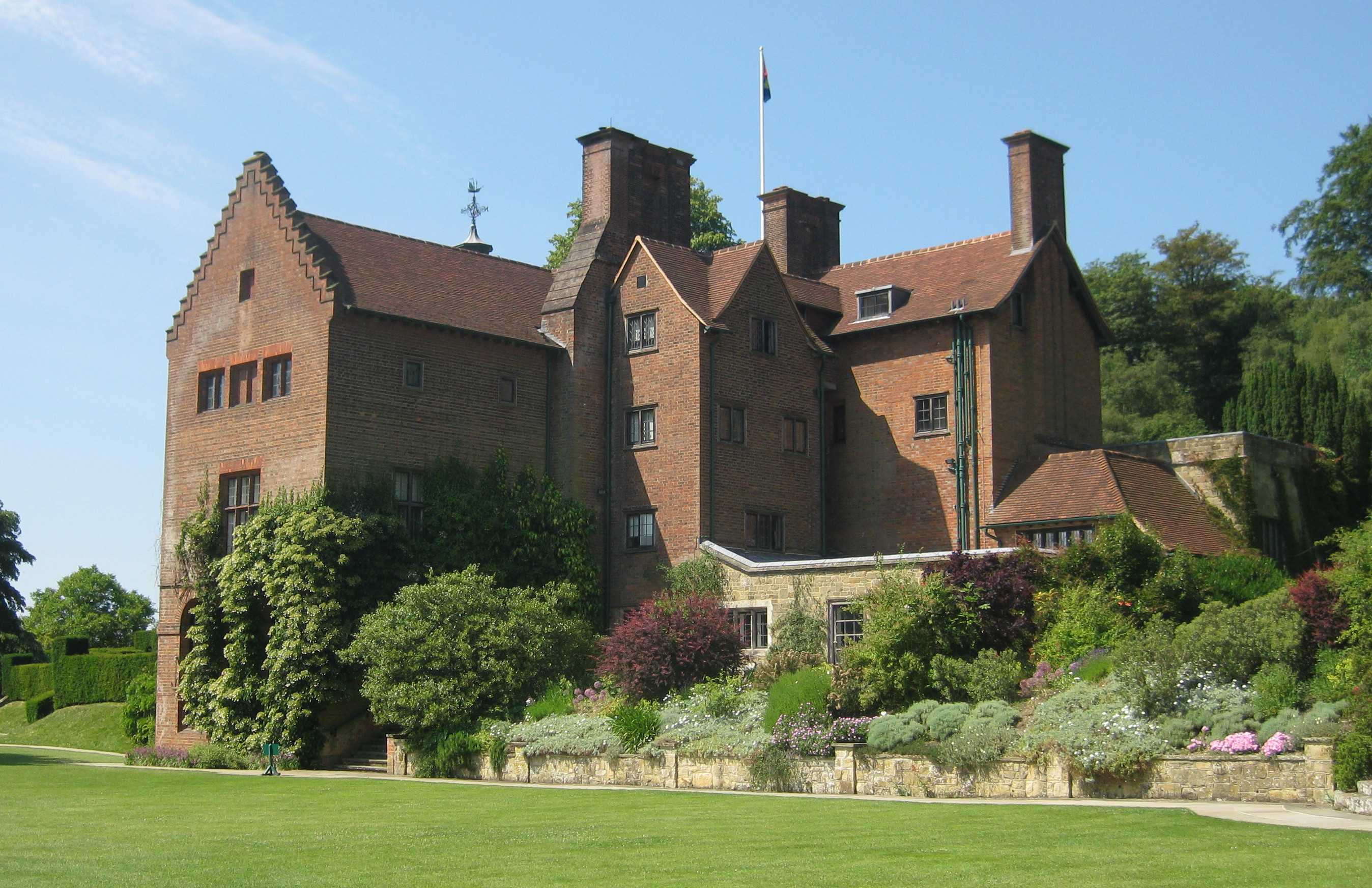
„Ich kaufte Chartwell wegen dieser Aussicht“ (Winston Churchill über die Aussicht auf den Weald of Kent)

Chartwell (auch Chartwell Mansion) ist ein zwei Meilen südlich der Ortschaft Westerham in der Grafschaft Kent in England gelegenes Anwesen.
Chartwell, das heute ein Museum des National Trust beherbergt, wurde vor allem als der Landsitz des britischen Staatsmanns Winston Churchill bekannt. Er erwarb das Anwesen im September 1922 und lebte dort bis kurz vor seinem Tod im Januar 1965.
Als Churchill in den 1930er Jahren keine politischen Ämter innehatte, machte er Chartwell zu seinem Lebensmittelpunkt.
Churchill versammelte Persönlichkeiten an seinem Esszimmertisch, die ihn bei seiner Kampagne gegen die Wiederaufrüstung Deutschlands und die Appeasement-Politik der britischen Regierung unterstützen konnten. In seinem Arbeitszimmer verfasste er Reden und schrieb Bücher. In seinem Garten errichtete er Backsteinmauern, gestaltete Seen und malte. Während des Zweiten Weltkriegs war Chartwell überwiegend unbewohnt. Nachdem Churchill die Wahl zum Premierminister 1945 verloren hatte, kam er wieder mit seiner Familie zurück nach Chartwell. Als er 1953 in seiner zweiten Amtszeit als Premierminister einen schweren Schlaganfall erlitt, wurde Chartwell zu seinem Zufluchtsort. Im Oktober 1964 verließ Churchill Chartwell und kehrte nicht mehr zurück. Er verstarb am 24. Januar 1965 in seiner Londoner Stadtwohnung – in 28, Hyde Park Gate.
Die Ursprünge des Anwesens reichen bis ins 14. Jahrhundert zurück. Im Jahr 1382 wurde das Anwesen unter seinem damaligen Namen „Well-Street“ von William-at-well verkauft. Es wechselten die Besitzer und 1836 wurde der Landsitz als großes Herrenhaus aus Backstein versteigert. 1848 wurde das Anwesen von John Campbell Colquhoun erworben und von dessen Enkel 1922 an Churchill verkauft. Die Campbell Colquhouns hatten das Haus erheblich erweitert, welches in den Verkaufsanzeigen als beeindruckendes Herrenhaus bezeichnet wurde. Der Architekt Philip Tilden erneuerte und vergrößerte von 1922 bis 1924 Chartwell nach den Vorgaben von Winston Churchill. Von der Gartenseite aus bietet sich ein weitläufiger Blick auf den Weald of Kent, den „Schönsten und Bezauberndsten“, den Churchill jemals sah, und der den ausschlaggebenden Faktor für seine Kaufentscheidung darstellte.
1946 zwangen Churchill wiederholte finanzielle Engpässe über einen Verkauf von Chartwell nachzudenken. Der National Trust erwarb das Anwesen mit Geldern, die durch Churchills Freundeskreis unter der Leitung von Lord Camrose unter der Bedingung gesammelt wurde, dass die Churchills ein lebenslanges Mietrecht für Chartwell gewährt bekommen. Nach Churchills Tod im Januar 1965 trat Lady Churchill das Pachtverhältnis an den National Trust ab, der das Anwesen 1966 der Öffentlichkeit zugänglich machte. Chartwell, welches mehr für seine historische Bedeutung als für den architektonischen Wert als Grade 1-Bauwerk gelistet ist, ist eines der meistbesuchten Grundbesitze des National Trust. 2016 jährte sich die Eröffnung des Museums zum 50. Mal. Insgesamt kamen in diesem Jahr 232.000 Besucher nach Chartwell.

## Geschichte

### Frühe Geschichte bis 1922
Das Grundstück wurde spätestens im frühen 16. Jahrhundert bebaut, als das Grundstück
Well Street hieß.
Der Ursprung des Namens ist Chart Well, eine Quelle (altenglisch Well) nördlich des aktuellen Hauses, sowie unebenen Boden (altenglisch Chart).
Heinrich VIII. weilte angeblich im Haus, während er um die Gunst von Anne Boleyn im nahegelegenen Hever Castle warb. Bestandteile des Tudor-Hauses sind heute noch sichtbar. Im Historic-England-Eintrag für Chartwell ist festgestellt, dass Ziegelwerke aus dem 16. oder evtl. dem 17. Jahrhundert an einigen Außenwänden zu sehen sind. Im 17. und 18. Jahrhundert wechselte das Bauernhaus häufig den Besitzer. 1848 erwarb John Campbell Colquhoun, ein ehemaliger Parlamentsabgeordneter das Haus. Die Campbell Colquhouns waren eine Familie schottischer Landbesitzer, Juristen und Politiker.
Das Bauernhaus wurde von den Campbell Colquhuons erweitert und umgestaltet, unter anderem durch den Anbau eines Staffelgiebels, ein schottisch-fürstlicher-Kniefall für das Land ihrer Väter. Oliver Garnett, der Autor eines Reiseführers von 2008 für Chartwell bezeichnete das Anwesen, als es von Churchill erworben wurde, als Beispiel für unattraktive viktorianische Architektur, ein schwerfälliges Herrenhaus aus rotem Backstein dessen Giebel mit Ziegeln abgedeckt und dessen Erker winzig gewesen seien.

### Churchill in Chartwell

#### 1922 bis 1939

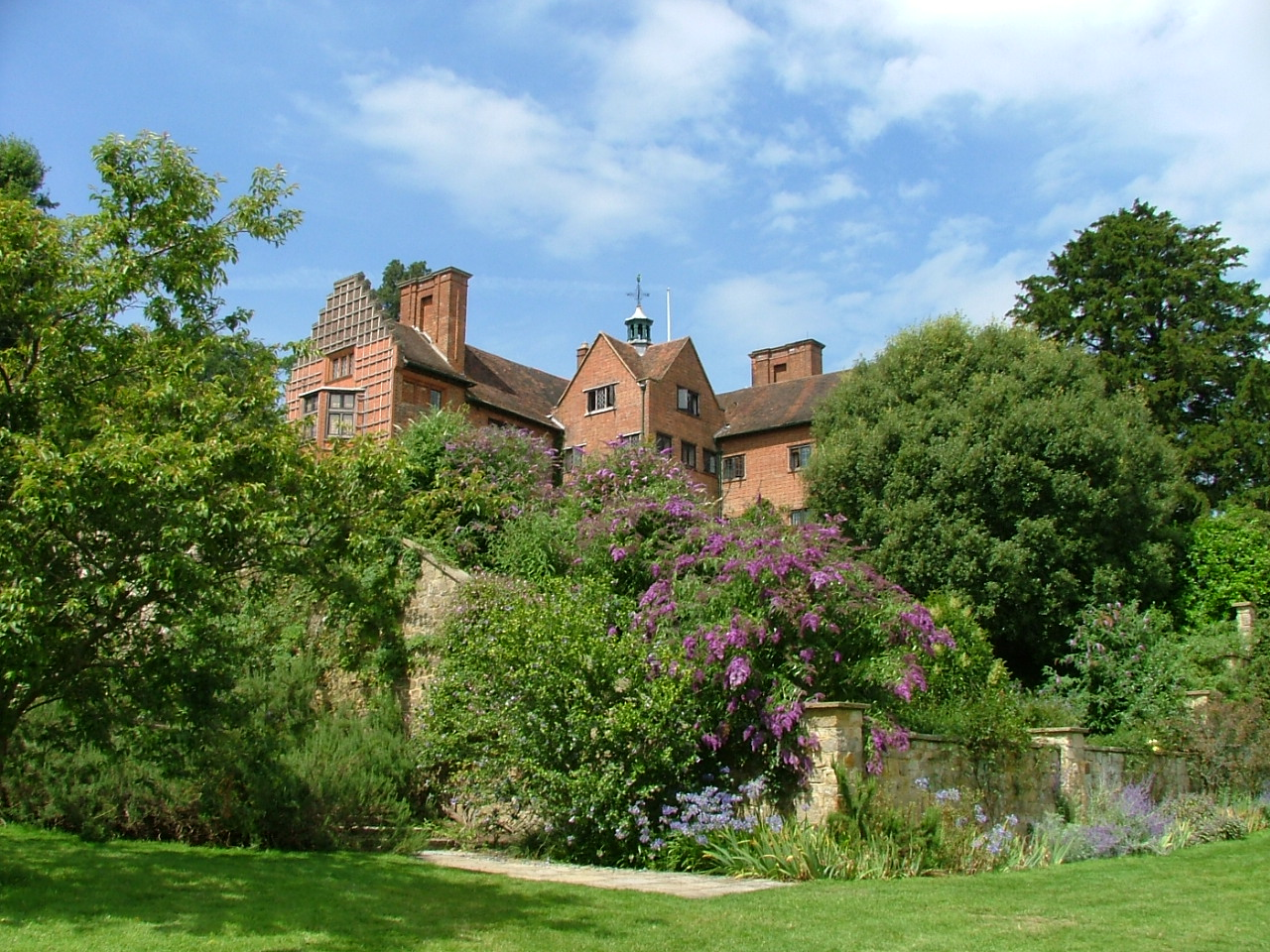
Chartwell – Clementine Churchills „prächtiges, mit einem Kamin ausgestattetes Wohngemach“ links

Im Juli 1921 sah Churchill Chartwell das erste Mal, kurz bevor das Anwesen versteigert werden sollte.
Im selben Monat besuchte Churchill mit seiner Frau das Landgut noch einmal. Anfangs fand Lady Churchill das Anwesen sehr attraktiv. Ihre Begeisterung während einer weiteren Besichtigung ließ nach. Als das Haus im September 1922 keinen Bieter fand, wurde es Churchill für 5.500 Pfund angeboten. Er zahlte 5.000 Pfund, nachdem sein erstes Angebot unter dem Hinweis, dass das Haus größtenteils umgebaut werden müsse und der Befall durch Hausschwamm einen ernsthafter Nachteil darstelle, für 4.800 Pfund abgelehnt wurde. Der Verkäufer war Captain Archibald John Campbell Colquhoun, der das Haus im Juni 1922, nach dem Tod seines Bruders Campbell Colquhoun geerbt hatte. Campbell Colquhoun war ein Altersgenosse von Churchill in den 1880er Jahren auf der Harrow School. Nach der Eigentumsübergabe im September 1922 schrieb ihm Churchill: „ich bin wirklich sehr glücklich, der Eigentümer von ‚Chartwell‘ geworden zu sein. Ich habe zwei Jahre lang ein Zuhause auf dem Land gesucht und der Standort ist der schönste und bezauberndste Platz, den ich je gesehen habe.“
Der Verkauf wurde am 11. November 1922 abgeschlossen.
Die vorausgegangenen 15 Monate verliefen persönlich und beruflich katastrophal. Im Juni 1921 starb Churchills Mutter, drei Monate später starb sein jüngstes Kind, Marigold.
In der zweiten Hälfte des Jahres 1922 bekam er eine Blinddarmentzündung und zum Jahresende verlor er seinen schottischen Parlamentssitz in Dundee.
Philip Tilden, Churchills Architekt, begann 1922 mit seiner Arbeit am Haus, während die Churchills ein Bauernhaus in der Nähe von Westerham mieteten und Churchill auf häufigen Besuche den Baufortschritt verfolgte. Die zweijährigen Umbauarbeiten, die ständig steigenden Kosten, welche von ursprünglich 7.000 Pfund auf über 18.000 Pfund in die Höhe schnellten und eine Reihe von Schwierigkeiten am Bau, insbesondere Feuchte im Haus verschlechterte die Beziehung zwischen dem Architekten und dem Bauherrn so sehr, dass beide im Jahr 1924 kaum noch miteinander sprachen. Rechtliche Auseinandersetzungen wurden zwischen den Anwälten von Churchill und Tilden bis in das Jahr 1927 ausgetragen. Clementines Befürchtungen bezüglich der Kosten des Umbaus und dem anschließenden Bewohnen von Chartwell währten fort. Im September 1923 schrieb Churchill ihr: „Meine Geliebte, ich flehe dich an, mach dir keine Sorgen um Geld und fühle dich nicht unsicher. Chartwell wird unser Zuhause sein und wir müssen uns bemühen, dort für viele Jahre zu wohnen.“ Im April 1924 zog Churchill schließlich in das Haus ein. Ein Brief vom 17. April 1924 an seine Frau Clementine beginnt mit: „Dies ist der erste Brief, den ich von diesem Ort aus geschrieben habe und es ist richtig, dass dieser Brief für dich ist.“
Im Februar 1926 beschreibt Churchills politischer Kollege Sir Samuel Hoare seinen Besuch bei Churchill in einem Brief an den Medienunternehmer Lord Beaverbrook: „Ich habe Winston vorher noch nie in der Rolle eines Eigentümers gesehen, … die technischen Arbeiten mit denen er sich beschäftigt bestehen darin, eine Reihe von Fischteichen in einem Tal anzulegen und es scheint, dass Winston hieran mehr interessiert ist, als für alles andere auf der Welt.“ Im Januar 1928 war James Lees-Milne Gast von Churchills Sohn Randolph. Er beschrieb den Abend nach dem Abendessen wie folgt: „Wir blieben bis nach Mitternacht an dem runden Tisch. Mr. Churchill veranschaulichte mit Karaffen und Weingläsern zwei Stunden lang, wie die Schlacht von Skagerrak verlief. Er war wie ein Schuljunge aufgestachelt, imitierte Artilleriefeuer und blies den Zigarrenrauch über die Kampfszene, um den Pulverdampf nachzuahmen.“ Am 26. September 1927 verfasste Churchill das erste seiner Chartwell Bulletins, sehr lange Briefe an seine Frau Clementine, welche zu der Zeit im Ausland weilte. In den Bulletins beschreibt Churchill ausführlich die andauernden Arbeiten am Haus und den Gärten, sowie sein Leben in Chartwell. Der Brief vom 26. September beginnt mit Ausführungen zu Churchills stärker werdendem Interesse an seiner Malerei. „Freitag Nacht kam Sickert und wir arbeiteten schwer an verschiedenen Gemälden … Ich bin wirklich begeistert … Ich sehe mich auf dem Weg, weit bessere Bilder zu malen, als ich das jemals für möglich gehalten habe.“
Im ersten Band seiner Geschichte des Zweiten Weltkrieges, The Gathering Storm, beschrieb Churchill sein Leben in Chartwell in den späten 1930er Jahren. „Ich hatte viel um mich zu amüsieren. Ich baute … zwei Häuschen … und Wände und baute … einen großen Swimmingpool der … beheizt werden konnte als Ergänzung zu unserem launischen Sonnenschein. Demzufolge wohnte ich in Frieden auf meinem Wohnsitz.“ Bill Deakin, einer von Churchills Forschungsassistenten, erinnerte sich an Churchills Arbeitsalltag. „Churchill begann den Tag früh um 8 Uhr mit einer Lektüre. Dann begann er seine Post zu lesen. Das Mittagspausengespräch war ziemlich großartig … absolut frei von allen. Nach dem Mittagessen, wenn er Gäste hatte, zeigte er diesen seinen Garten. Um 19 Uhr nahm er ein Bad und zog sich zum Abendessen um. Wenn seine Gäste um Mitternacht Chartwell verließen, begann er mit seiner Arbeit … bis drei oder vier Uhr morgens. Das Geheimnis war seine phänomenale Gabe, sich zu konzentrieren.“

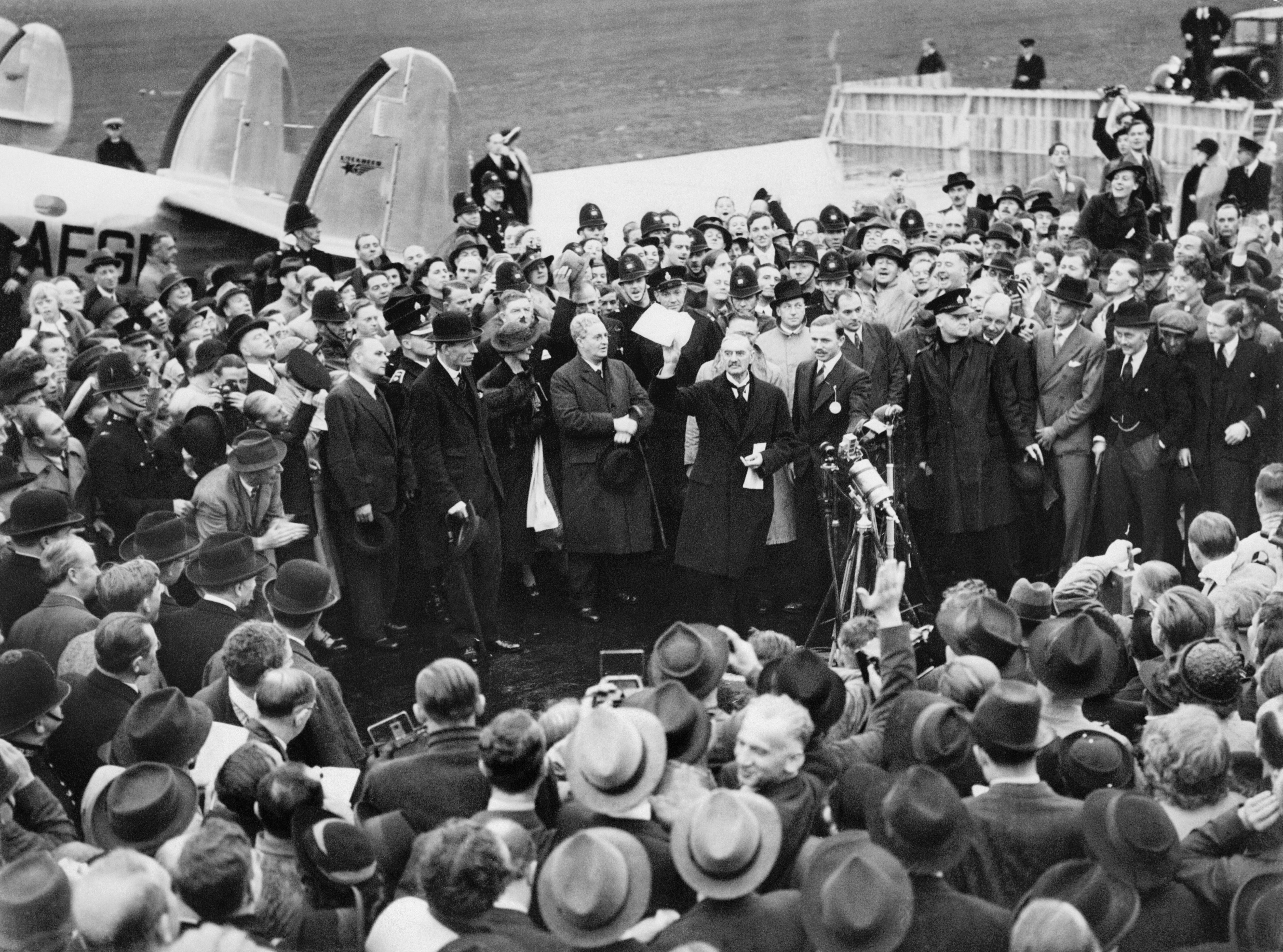
Chartwell war die Basis, von der aus Churchill seine Kampagne gegen Neville Chamberlains Appeasement-Politik führte

Nach Ansicht von Robin Fedden, Diplomat und später stellvertretender Generalsekretär des National Trust, sowie Autor des ersten Reisehandbuchs (Reiseführer) über Chartwell, war Chartwell „das wichtigste Landhaus in Europa.“ Viele Freunde, Mitarbeiter, unzufriedene Beamte und besorgte Offiziere des Militärs kamen zum Landsitz um Churchill Informationen für seinen Kampf gegen die englische Appeasement-Politik gegenüber Deutschland bereitzustellen. Laut Fedden entwickelt Churchill auf Chartwell sein eigenes „kleines Auswärtige Amt. Der Mittelpunkt des Widerstandes.“ Das Besucherbuch von Chartwell, welches seit 1922 detailliert geführt wurde, erwähnt ca. 780 Gäste. Nicht alle davon waren Freunde, jedoch waren alle Gäste Wasser auf Churchills Mühlen für seine Agenda. Ein Beispiel für letzteres war Sir Maurice Hankey, Sekretär des Staatsrats (Privy Council), der im April 1936 zum Abendessen Gast von Churchill war. Hankey schrieb im Anschluss: „Normalerweise mache ich mir keine Notizen über private Gespräche, aber einige Punkte fanden Erwähnung, welche Aufschluss darüber gaben, wie Mr. Churchill in den bevorstehenden Parlamentsdebatten über die Beschaffung von Kriegsmaterial wahrscheinlich argumentieren wird.“ Eine Woche später besuchte Reginald Leeper, ein älterer Beamter des Auswärtigen Amtes und Vertrauter von Robert Vansittart Churchill, um ihm den Standpunkt Vansittarts und Leepers mitzuteilen, dass der Völkerbund wegen den deutschen Aggressionen eingeschaltet werden muss. Vansittart schrieb: „Es ist keine Zeit zu verlieren. Es ist in der Tat eine sehr große Gefahr, dass wir hierbei zu spät sind.“
Churchill dokumentierte auch Besuche in Chartwell von zwei seiner wichtigsten Informanten, die ihn mit vertraulichen Regierungsinformationen versorgten. Desmond Morton und Ralph Wigram besorgten Churchill Informationen, die er zu seiner Meinungsbildung sowie Bekräftigung seiner Meinung über die Hitler-Bewegung verwendete. Chartwell war aber auch Schauplatz von direkteren Versuchen Britannien auf den bevorstehenden Konflikt vorzubereiten. Im Oktober 1939, als Churchill zu Kriegsausbruch wieder zum Ersten Lord der Admiralität ernannt wurde, schlug er eine Verbesserung der Flugabwehr mit Granaten vor. „Solche Granaten können mit Diethylzink befüllt werden, das sich selbst entzündet … Mit dem Bruchteil einer Unze (31,10348 Gramm) wurde das im vergangenen Sommer auf Chartwell vorgeführt.“
1938 erwog Churchill aufgrund von finanziellen Schwierigkeiten wieder den Verkauf von Chartwell. Chartwell wurde als Haus mit 5 Empfangsräumen, 19 Schlaf- und Ankleidezimmern, Badezimmern, 80 Hektar Land mit drei Häusern auf dem Grundstück und einem beheizten Swimmingpool mit Flutlicht beworben.
Er nahm Abstand vom Verkauf, nachdem er sich mit dem Industriellen Henry Strakosch darauf einigte, dass dieser Churchills Aktienportfolio, das schwer durch Verluste an der Wall Street getroffen war, für drei Jahre übernehmen sollte und die mit dem Portfolio verbundenen Schulden abbezahlen sollte.

#### 1939 bis 1965
Chartwell war während des Zweiten Weltkriegs meistens ungenutzt. Seine exponierte Lage in einer Grafschaft so nah am von Deutschland besetzten Frankreich bedeutete, dass Chartwell von deutschen Luftangriffen oder Überfallkommandos gefährdet war. Zur Vorbeugung wurden die Seen mit Reisig abgedeckt, um das Haus aus der Luft weniger erkennbar zu machen. Als Churchill im Juli 1940 eine Flakbatterie in Kent besichtigte, verband er diese Inspektion mit einem seiner seltenen Besuche in Chartwell. Sein Formulierungsgehilfe vor dem Krieg, Eric Seal, dokumentierte den Besuch: „Am Abend gingen der Premierminister (PM), Frau C (Clementine Churchill) und ich nach Chartwell. Eine der Besonderheiten dieses Ortes ist, dass es dort eine ganze Reihe an Teichen gibt, die voll sind mit enormen Goldfischen. Der Premierminister (PM) liebt es, die Goldfische zu füttern.“
Die Churchills verbrachten stattdessen ihre Wochenenden im Ditchley Haus in Oxfordshire, bis die Arbeiten zur Verbesserung der Sicherheit am offiziellen Landsitz des Premierministers, Chequers in Buckinghamshire, abgeschlossen waren. Im Dezember 1940 beim Abendessen in Chequers dokumentierte John Colville, Churchills stellvertretender Kabinettschef, Churchills Pläne für die Nachkriegszeit. „Er würde sich nach Chartwell zurückziehen und ein Buch über den Krieg schreiben, welches er sich bereits gedanklich vorstellte, Kapitel für Kapitel.“

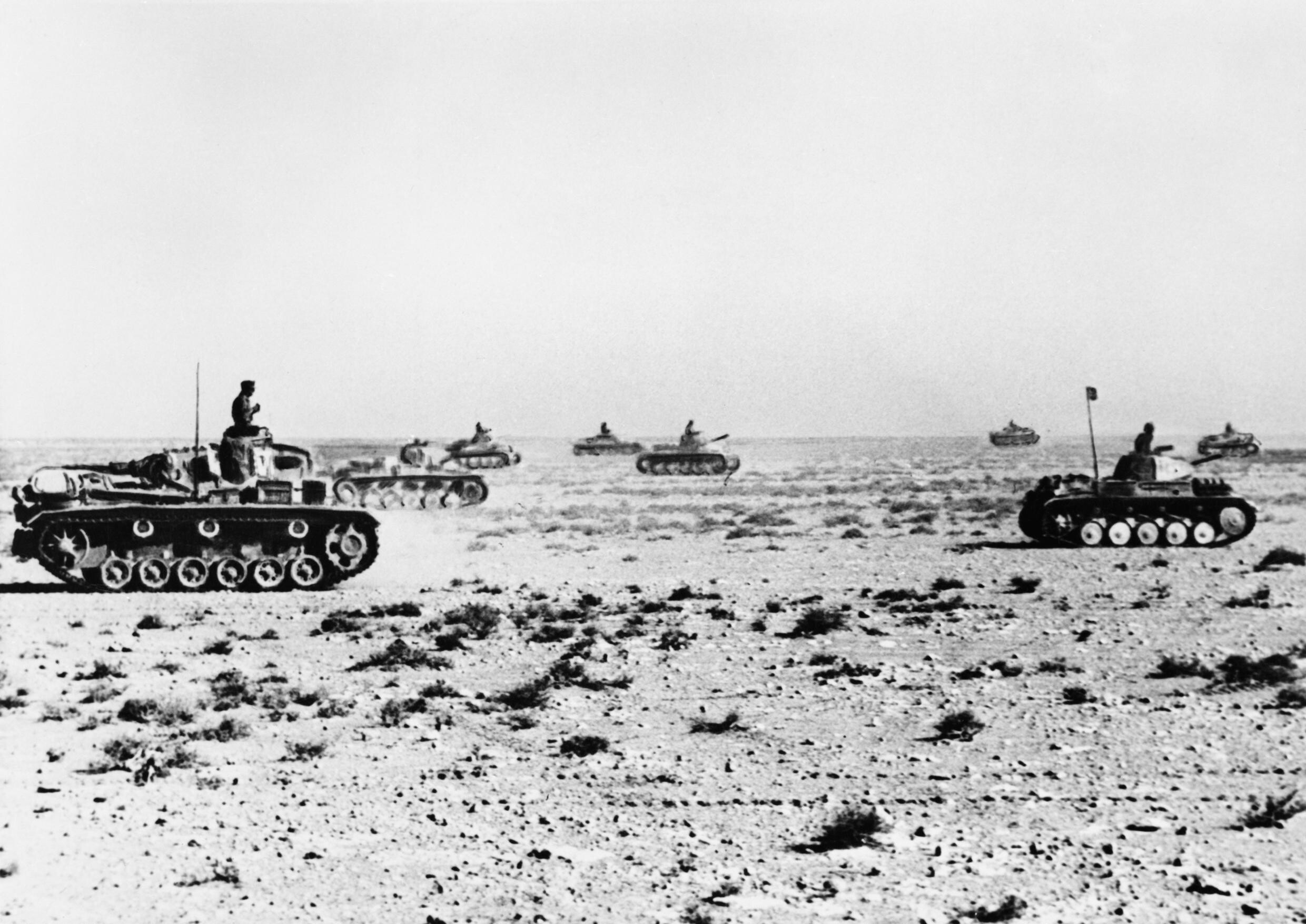
Juni 1941, deutsche Panzer in Tobruk. Während des Krieges war Chartwell unbewohnt. Für Churchill blieb es ein besonderer Ort in Zeiten der Krise.

Chartwell blieb ein Zufluchtsort in Zeiten von akutem Stress.
Churchill verbrachte dort die Nacht kurz vor dem Fall Frankreichs 1940. Nachdem Churchill aufgrund der dringenden Bitte von Lord Gort, den Truppenrückzug nach Dünkirchen zu genehmigen, nach London zurückkam, hielt Churchill seine erste Rede zum Krieg an die Nation über Rundfunk: „Bewaffnet Euch und seid Männer des Heldenmuts … denn es ist besser für uns in der Schlacht zu sterben als auf die Schandtaten an unserer Nation zu blicken“. Am 20. Juni 1941 kehrte er nach dem Scheitern der Operation Battleaxe zur Befreiung Tobruks wieder entschlossen zurück, den Befehlshaber für den Mittleren Osten, General Wavell zu entlassen. John Colville dokumentierte Churchills Überlegungen in seinem Tagebuch: „… verbrachte den Nachmittag auf Chartwell. Nach einem langen Schlaf erschien der Premierminister in einem purpurfarbenen Morgenmantel sowie einem grauen Filzhut und nahm mich mit, um seine Goldfische zu sehen. Er dachte intensiv über das Schicksal von Tobruk nach und erwog Möglichkeiten wieder in die Offensive zu gehen.“ Churchill stattete dem Haus weiter vereinzelte Kurzbesuche ab; bei einem davon, am 24. Juni 1944, kurz nach der Landung in der Normandie, beschrieb sein Sekretär das Haus als „abgeriegelt und ziemlich verödet.“
Das erste Mal nach der Kapitulation Deutschlands besuchten die Churchills Chartwell am 18. Mai 1945 wo sie laut dem Gartenbauingenieur und Gartenhistoriker Stefan Buczacki von „der größten Menschenmenge die Westerham je gesehen hat“ begrüßt wurden. Dem militärischen Sieg folgte sehr schnell die politische Niederlage, als Churchill im Juni 1945 die Parlamentswahlen verlor. Er ging sofort ins Ausland, während seine Frau Clementine zurück nach Chartwell kam und begann, mit dem Arbeitsvorgang, das Haus für Churchills Rückkehr vorzubereiten. „Es wird schön sein, wenn die Tarnung von dem See wieder entfernt ist.“ Im selben Jahr hatte Churchill wiederholt Überlegungen, Chartwell zu verkaufen, da er über die laufenden Kosten zur Aufrechterhaltung des Landsitzes beunruhigt war.
Eine Gruppe von Freunden, organisiert von Lord Camrose, sammelte 55.000 Pfund, die dem National Trust übergeben wurde damit dieser das Haus von Churchill für 43.800 Pfund erwerben konnte. Der Überschuss des Geldes wurde als Stiftungskapital zur Verfügung gestellt.
Der Verkauf wurde am 29. November abgeschlossen. Im Gegenzug für die Zahlung einer Pacht von 350 Pfund pro Jahr plus Grundsteuer verpflichten sich die Churchills zu einer Pachtdauer von 50 Jahren, was ihnen ermöglichte, bis zu ihrem Lebensende auf Chartwell wohnen zu können. Zu diesem Zeitpunkt würde der Landsitz dann zurück an den National Trust gehen.
Churchill beschreibt seine Dankbarkeit in einem Brief an Lord Camrose im Dezember 1945: „Ich fühle, wie unzureichend mein Dank war, mein lieber Bill, der (…) niemals während all der langen und turbulenten Jahre von ihrer Freundschaft abrückte.“

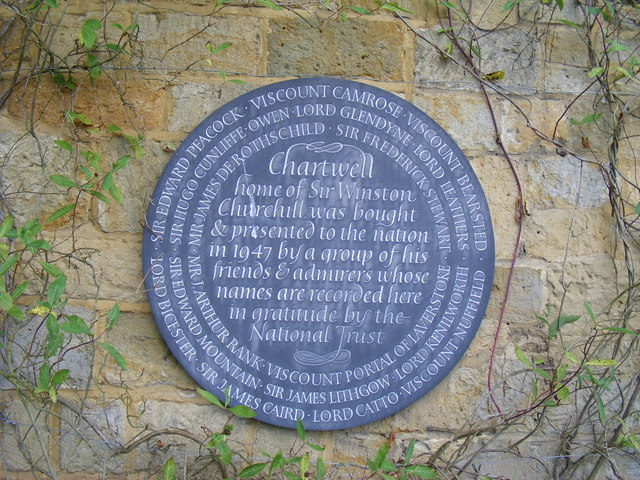
Plakette in Chartwell mit den Namen der Personen, die das Geld für den Kauf des Hauses durch den National Trust im Jahr 1945 bereitgestellt haben.

Im Sommer 1953 wurde Chartwell einmal mehr Schutzort für Churchill da er, wieder im Amt als Premierminister, einen schweren Schlaganfall erlitt. Am Ende eines Abendessens mit dem italienischen Ministerpräsidenten Alcide De Gasperi am 23. Juni in der Downing Street 10, kollabierte Churchill und war weder in der Lage aufzustehen, noch zu sprechen. Am 25. Juni wurde er nach Chartwell gebracht, wo sein Zustand sich weiter verschlechterte. Churchills Arzt, Lord Moran erklärte „er glaube nicht, dass der Premierminister das Wochenende überleben könnte“. An diesem Abend berief Colville Churchills engste Freunde bei der Presse, Lord Beaverbrock, Lord Camrose und Brendan Bracken ein, die beim Gang über die Grünflächen von Chartwell vereinbarten, eine Pressesperre sicherzustellen, um eine Berichterstattung über den Zustand Churchills zu verhindern. Colville beschrieb das Ergebnis, „sie erreichten den unglaublichen Erfolg, der Fleet Street einen Maulkorb zu verpassen. So etwas würden sie für keinen, außer Churchill machen. Kein Wort wurde über den Schlaganfall des Premierministers veröffentlicht, bis er den Schlaganfall beiläufig ein Jahr später im Unterhaus erwähnte.“ Abgeschieden und geschützt in Chartwell machte Churchills Genesung beeindruckende Fortschritte und Gedanken über seinen Rücktritt traten schnell in den Hintergrund. Während seiner Genesung nutzte Churchill die Gelegenheit, den sechsten und letzten Band
seiner Kriegsmemoiren: „Triumph und Tragödie“, zu beenden, was er 1951 mit dem erneuten Einzug in die Downing Street 10, zur Seite legte.
Ca. 16 Monate später, am 5. April 1955, gab er sein politisches Amt auf und hatte das letzte Mal den Vorsitz im Kabinett – fast 50 Jahre nachdem er das erste Mal in Downing Street 10 als Präsident das „Board of Trade“ im Jahr 1908 saß. Am nächsten Tag veranstaltete er eine Tea Party für die Angestellten der Downing Street, bevor er nach Chartwell fuhr. Als er bei seiner Ankunft von einem Journalisten gefragt wurde, wie es sich anfühlen würde nicht mehr Premierminister zu sein, antwortete Churchill „Es ist immer schön zu Hause zu sein.“ In den folgenden 10 Jahren verbrachte Churchill viel Zeit in Chartwell, obwohl er und Lady Churchill viel reisten. Die meiste Zeit verbrachte er mit Schreiben, Malen und „Bézique“-spielen. Er saß auch am Fischteich und fütterte die Goldorfen und meditierte. Über seine letzten Jahre auf dem Anwesen erinnerte sich seine Tochter Mary Soames „in den zwei Sommern, die ihm übrig blieben, lag er in seinem schubkarrenähnlichen Stuhl und blickte ins Tal, das er schon so lange liebte“. Am 13. Oktober 1964 hatte Churchill seine letzten Gäste zum Abendessen auf Chartwell. Dies waren sein ehemaliger Kabinettchef Sir Leslie Rowan und dessen Frau. Lady Rowan erinnerte sich später: „es war sehr traurig anzusehen, wie so ein großer Mann so gebrechlich geworden ist.“ In der darauf folgenden Woche, nachdem sich sein Zustand stetig verschlechterte, verließ Churchill das Haus zum letzten Mal. Sein offizieller Biograph Martin Gilbert dokumentierte, dass Churchill sein geliebtes Chartwell nie wieder sehen würde.
Nach seinem Tod im Januar 1965 gab Lady Churchill sofort den Pachtvertrag auf und überreichte Chartwell an den National Trust. Ein Jahr nach Churchills Tod wurde Chartwell der Öffentlichkeit zugänglich gemacht.

### National Trust: 1966 bis 2017

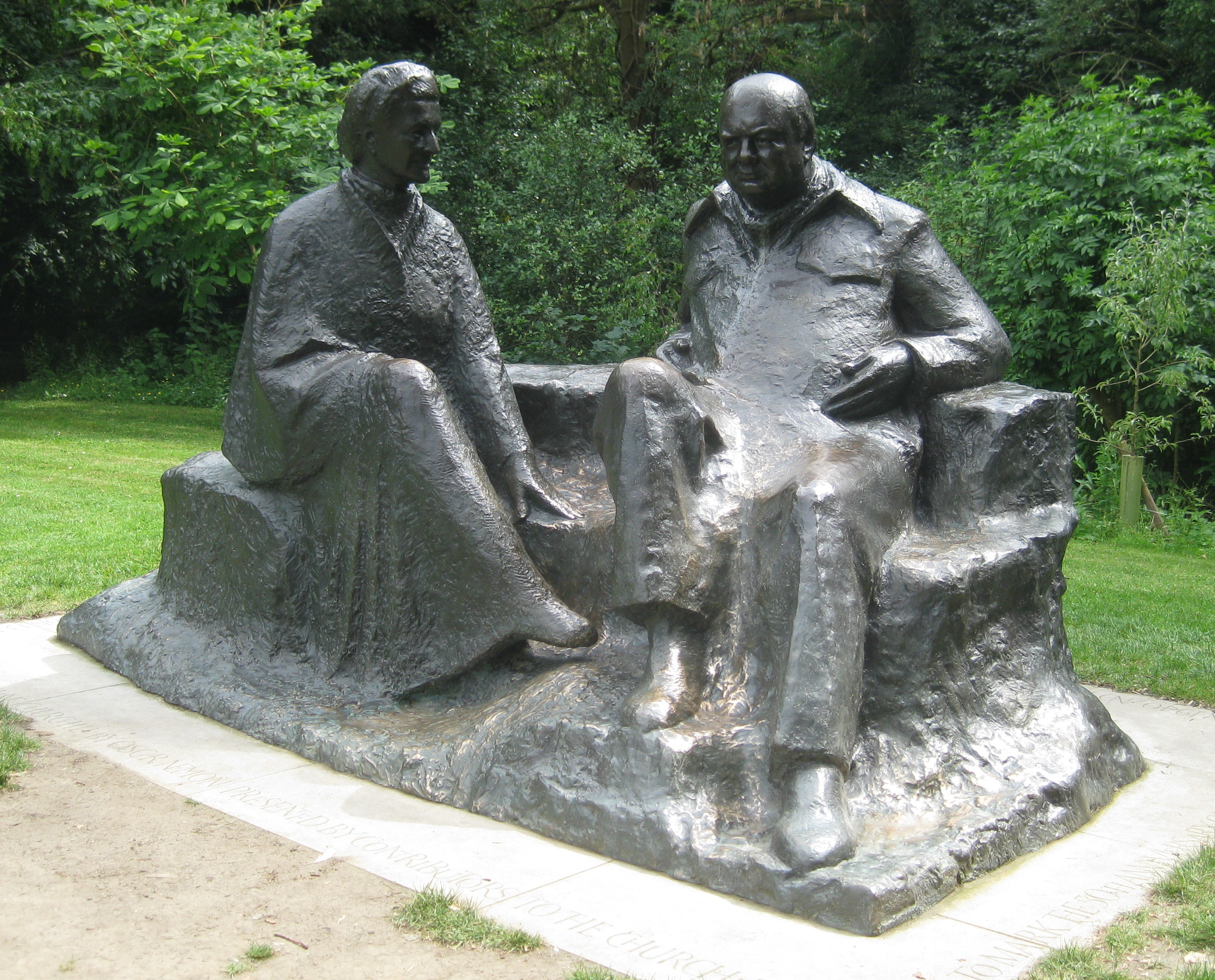
Oscar Nemons Bronzestatue von Winston Churchill und Clementine Churchill in Chartwell

Das Haus wurde restauriert und gepflegt, damit es so wie in den 1920er und 1930er Jahren aussah. Zum Zeitpunkt des Erwerbs von Chartwell durch den Trust verpflichtete sich Churchill, das Anwesen so zu verlassen, dass es „ausstaffiert und eingerichtet war für das Interesse der Öffentlichkeit“. Die Zimmer sind mit Erinnerungsstücken und Geschenken, der originalen Möbilierung und den Büchern, sowie mit Auszeichnungen und Orden, welche Churchill erhielt, ausgestattet. Lady Churchills langjährige Sekretärin Grace Hamblin wurde zur ersten Nachlasspflegerin des Hauses ernannt.
Zuvor zerstörte Miss Hamblin das von Graham Sutherland gemalte Portrait von Winston Churchill, ein Geschenk von beiden Häusern des Parlaments zu Churchills 80. Geburtstag. Das Bild wurde 1954 von Churchill und Lady Churchill verabscheut und im Keller von Chartwell gelagert, bevor es heimlich verbrannt wurde.
Für die Eröffnung des Hauses war es notwendig, Räumlichkeiten für die Besucher zu errichten. Ein Restaurant wurde von Philip Jebb entworfen und nördlich des Hauses gebaut, samt Souvenir-Shop und Ticket Office. Für die Wartung wurden Veränderungen in den Gärten vorgenommen. Im Jahr 1987 verursachte der Westeuropa-Orkan erhebliche Schäden in den Gärten. 23 Bäume wurden durch den Sturm gefällt.
In den Wäldern, die das Haus umgaben, traten größere Schäden auf. Diese Wälder verloren über 70 % ihrer Bäume.
2019 wurde Chartwell von rund 253.000 Personen besucht. 2024 betrug die Besucherzahl etwa 224.000 Personen.
Im selben Jahr führte der National Trust den Churchill Chartwell Appeal zum 50-jährigen Jubiläum der Hauseröffnung ein, um 7,1 Millionen Pfund für den Erwerb von hunderten persönlichen Gegenständen Churchills zu sammeln, die als Leihgabe der Familie Churchill in Chartwell waren.
Die Gegenstände, die dem National Trust zur Verfügung stehen, beinhalten Churchills Literaturnobelpreis, der ihm 1953 „für seine Meisterschrift in der historischen und biographischen Darstellung sowie für die glänzende Redekunst, mit welcher er als Verteidiger von höchsten menschlichen Werten hervortritt“, verliehen wurde. Die Medaille wird momentan im Museumszimmer im 1. Stock von Chartwell ausgestellt. Am anderen Ende des Hauses befindet sich das Arbeitszimmer, aus welchem er, so John F. Kennedy bei der Verleihung der amerikanischen Ehrenbürgerschaft an Churchill, „die englische Sprache mobilisierte und in die Schlacht schickte“.

## Architektur und Beschreibung

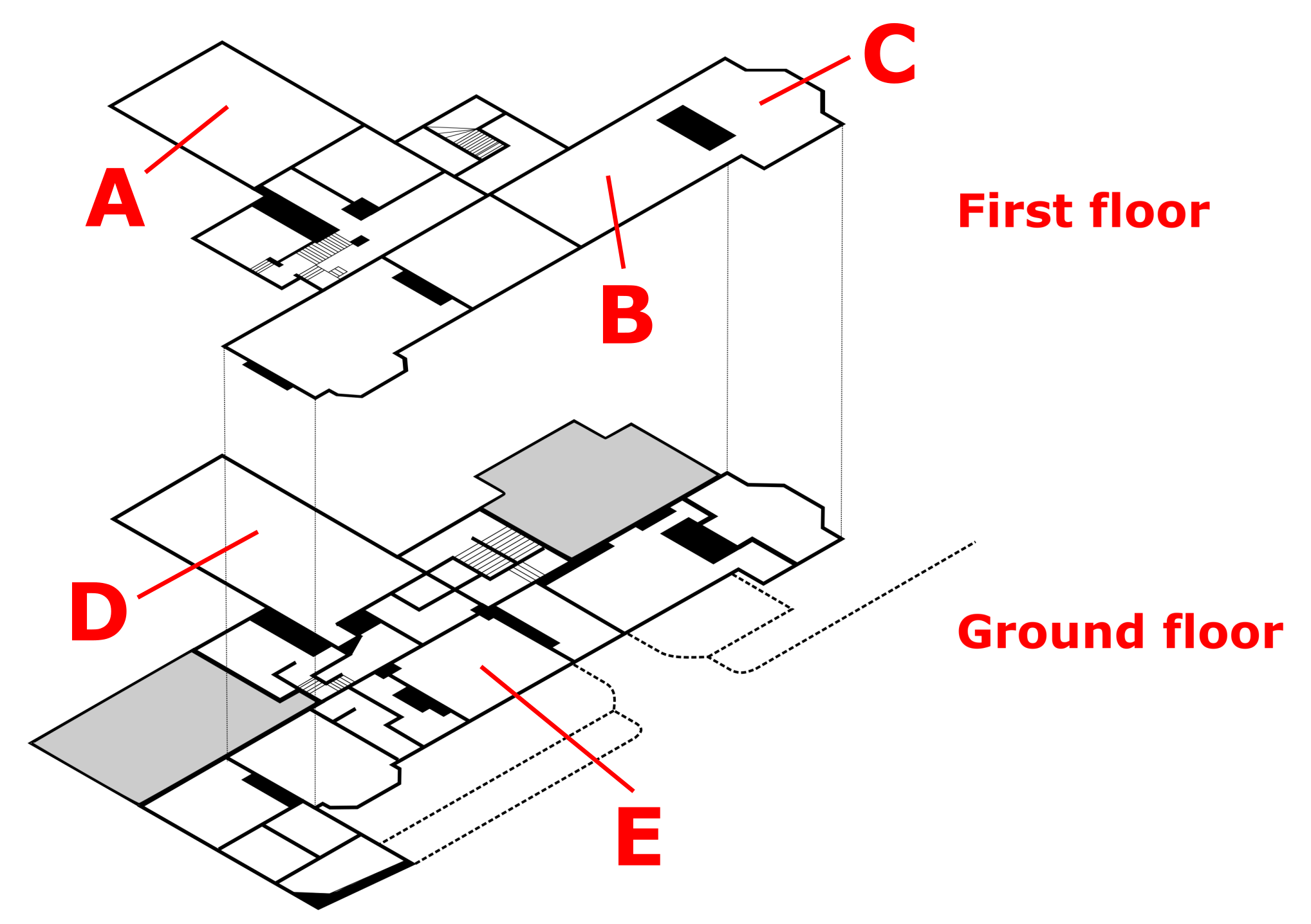
Vereinfachter Plan des Hauses; A – Lady Churchills Schlafzimmer; B – Arbeitszimmer; C – Churchills Schlafzimmer; D – Wohnzimmer/Salon; E – Bibliothek

Der höchste Punkt des Anwesens ist etwa 200 Meter über dem Meeresspiegel gelegen und das Haus bietet hervorragende Aussichten auf den Weald of Kent. Der Blick vom Haus aus war für Churchill von entscheidender Bedeutung. Jahre später äußerte er sich: „Ich habe Chartwell wegen dieser Aussicht gekauft“.

### Außenbereich
Churchill heuerte den Architekten Philip Tilden an, der von 1922 bis 1924 daran arbeitete, das Haus zu modernisieren und erweitern. Tilden war ein Architekt der „Society“ der zuvor schon für Churchills Freund Philip Sassoon an dessen Haus in Kent, Port Lympne arbeitete. Zudem entwarf Tilden David Lloyd Georges Landsitz Bron-y-de bei Churt. Der Architekturstil ist traditionell. Das Haus wurde erbaut aus rotem Backstein, es verfügt über zwei Etagen, mit einem Untergeschoss (Keller) und großflächigen Dachböden.
In der Mitte des Vordereingangs ist eine Türeinfassung aus dem 18. Jahrhundert die von einem Londoner Antiquitätenhändler erworben wurde. Der Architekturhistoriker John Newman bezeichnete es als „groß und prächtig und fehl am Platz“. Die Gartenmauer an der Mapleton Road ist dem Quebec House nachempfunden, dem Wohnsitz von General Wolfe, nahe Westerham.
Für die Gartenseite entwarf Tilden einen dreigeschossigen Anbau mit abgestuften Giebeln, welche Churchill als „mein Vorgebirge“ bezeichnete. Dieser Anbau beinhaltet die drei wichtigsten Zimmer des Hauses, das Esszimmer, den Salon und Lady Churchills Schlafzimmer.

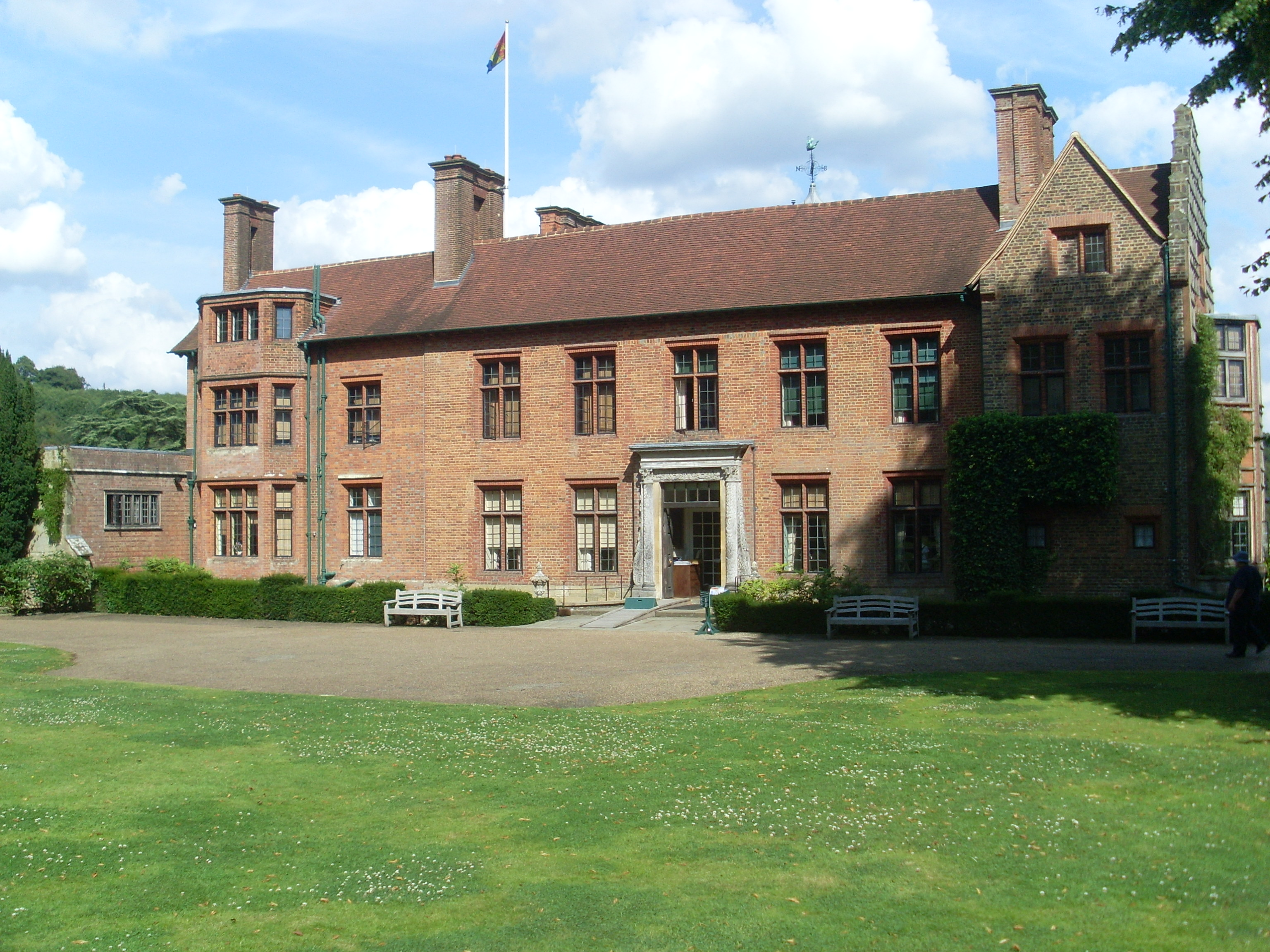
Die Eingangsfront – „lang, unstimmig (und) nahe der Straße“

### Innenbereich
Seit der National Trust das Anwesen 1966 übernahm, wurde der Innenraum neu gestaltet, um Besucher aufzunehmen und eine große Anzahl von Churchills Gegenständen ausstellen zu können. Insbesondere wurden mehrere Gästezimmer miteinander verbunden, um den Museumsraum und den Uniformraum zu errichten. Dennoch wurde die Mehrheit der Haupträume so rekonstruiert und eingerichtet, wie sie in den 1920er – 30er Jahren aussahen. Diese Räume sind für die Öffentlichkeit zugänglich, mit aktueller Ausnahme von Churchills eigenem Schlafzimmer.

#### Eingangshalle und Empfangshalle
Die von Tilden entworfenen Räume ersetzen eine frühere holzgetäfelte Halle, die zur Bibliothek, dem Salon und zu Lady Churchills Wohnzimmer führt.

#### Esszimmer
Der untere Teil von Tildens „Vorgebirge“-Erweiterung ist das Esszimmer, welches noch über die Originalgarnitur von Tisch und Esszimmerstühlen verfügt, die von Heal's, basierend auf Churchills anspruchsvollen Anforderungen, entworfen wurden. Ein Skizzenentwurf eines geplanten Bildes von William Nicholson mit dem Titel „Breakfast at Chartwell“ (Frühstück in Chartwell), hängt im Raum. Nicholson war ein regelmäßiger Besucher in Chartwell. Er gab Churchill Malunterricht und zeichnete die Skizze für ein fertiges Bild, das als Geschenk für den silbernen Hochzeitstag der Churchills 1933, gedacht war. Jedoch zerstörte Nicholson das Bild, weil ihm die Endfassung nicht gefiel. Das Bild zeigt die Churchills, wie sie zusammen frühstücken, was sie tatsächlich selten taten, und es zeigt Churchills orangerote Katze Tango. Die Tradition, eine orangerote Katze in Chartwell zu haben, wurde von Churchill eingeführt, währte während seiner gesamten Zeit in Chartwell und wird heute vom National Trust in Übereinstimmung mit Churchills Wünschen aufrechterhalten. In einem Brief an Randolph, im Mai 1942, schrieb Churchill von einem kurzen Besuch in Chartwell in der vergangenen Woche: „Die Gans und der schwarze Schwan sind beide dem Fuchs zum Opfer gefallen. Die gelbe Katze hat mir jedoch ihre fortdauernde Freundschaft bewusst gemacht, obwohl ich seit acht Monaten nicht mehr da war“.
Oberhalb des Esszimmers ist der Salon und darüber ist das Schlafzimmer von Lady Churchill, welches von Churchill als „ein großartiges luftiges Frauengemach“ beschrieben wurde.

#### Arbeitszimmer
Churchills Arbeitszimmer im ersten Stock war „über 40 Jahre lang sein Arbeitsraum“ und „das Herz von Chartwell“. In diesem Raum plante er als Schatzkanzler in den 1920er Jahren die Staatshaushalte, in den 1930er Jahren verfasste er hier in Abgeschiedenheit seine Reden, die vor dem Aufstieg Hitlers warnten und diktierte Bücher und Artikel, um seinen Lebensunterhalt zu finanzieren. Als er 1945 die Wahlen verlor, zog er sich hierher zurück, um seine Geschichten zu schreiben; und hier, nach seinem endgültigen Rücktritt, verbrachte er in hohem Alter viel Zeit.
Während der gesamten 1930er Jahren war das Arbeitszimmer durchweg eine Basis für das Schreiben vieler seiner erfolgreichsten Bücher. Seine Biographie über seinen Vorfahren „Marlborough“ sowie „The World Crisis“ wurden hier geschrieben. Sein Werk „A History of the English-Speaking Peoples“ wurde in Chartwell begonnen und nach Unterbrechung durch den Zweiten Weltkrieg abgeschlossen. In seinem Arbeitszimmer schrieb er auch viele seiner Vorkriegsreden, obwohl das Haus während des Krieges weniger genutzt wurde.
Tilden legte die früheren Dachbalken frei, in dem er die spätviktorianische Decke entfernte und dafür einen Tudor-Türrahmen einbaute. An dem Gebälk hängen drei Banner: Churchills Standarte der Ritter des Hosenbandordens als Knight of the Garter, seine Standarte als Lord Warden of the Cinque Ports sowie die Union Flag, die am 5. Juni 1944 in Rom gehisst wurde – die erste britische Flagge, die über einer befreiten Hauptstadt wehte. Die Union Flag war ein Geschenk von Harold Alexander, 1. Earl Alexander of Tunis. Das Arbeitszimmer enthält auch Porträts von Churchills Eltern, Randolph Churchill und Jennie Churchill. Das Porträt seiner Mutter wurde von John Singer Sargent gemalt. Der Boden ist mit einem Chorasan-Teppich bedeckt, welcher Churchill von Schah des Iran zum 69. Geburtstag auf der Teheran-Konferenz im Jahr 1943 geschenkt wurde.
Dem Arbeitszimmer gegenüberliegend ist Churchills Schlafzimmer mit eigenem Badezimmer, welches über eine eingelassene Badewanne verfügt. Zur Zeit der Eröffnung des Hauses für die Öffentlichkeit im Jahr 1966 wurden diese Räume für die Besichtigung auf Bitte der Familie Churchill nicht zugänglich gemacht.
Kurz vor ihrem Tod im Jahr 2014 gab Churchills Tochter Mary die Erlaubnis, diese Räume für die Besucher zu öffnen.
Der Trust plant diese Räume bis zum Jahr 2020 für die Besucher zugänglich zu machen.

### Architektonische Anerkennung

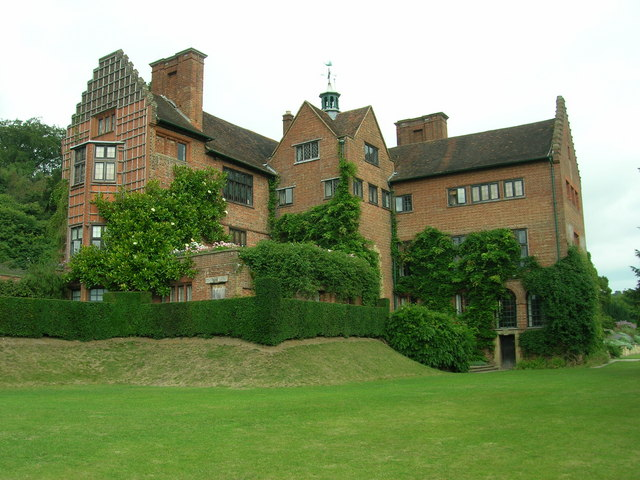
Die Gartenseite – „die Gliederung ist von Bedeutung“

Weder das ursprüngliche viktorianische Haus mit seinen Erweiterungen, noch Tildens Umbau wurde von den Kritikern hoch geschätzt. John Newman vermerkte, dass das Haus mit den Gartenterrassen, vom Blick auf die offene Landschaft profitiert. Dies sei die Gruppierung, auf die es ankam. Er verwarf die andere Seite des Hauses als eine „lange, unentschlossene Eingangsfront, in der Nähe der Straße“ und die gesamte Zusammensetzung als „dumpfe rote Ziegel und in einem eigenartigen unentschlossenen Stil“.
Der Architekturautor und Vorsitzende des National Trust Simon Jenkins hielt das Haus für „gewöhnlich“. Der Reiseführer des National Trust beschreibt das ursprüngliche Gebäude als „viktorianische Architektur, mit ihrer geringsten Attraktivität“.
Das Haus ist als Grade I gelistet, aber sein kurzer Eintrag im „Historic England Listing“ macht deutlich, dass dies „aus historischen Gründen“ und nicht wegen seiner architektonischen Qualität der Fall ist. Die Gärten sind als Grade II* gelistet.

## Die Gärten und das Anwesen

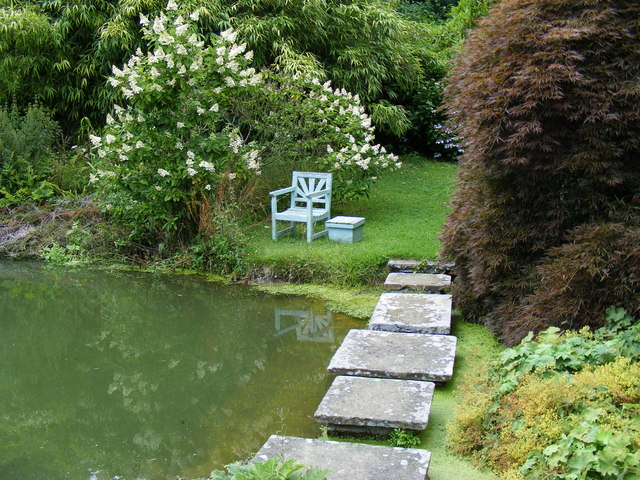
Churchills Stuhl, von dem er seine Goldorfen fütterte

Die Gärten rund um das Haus umfassen acht Hektar und weitere 23 Hektar Parklandschaft. Die Gestaltung der Anlage erfolgte überwiegend durch Churchill und Lady Churchill. Lanning Roper, Gartenberater des National Trust [100], leistete zu einem späteren Zeitpunkt noch einen bedeutenden Beitrag dazu. Der viktorianische Garten war mit Koniferen und Rhododendren bepflanzt, die für diese Zeit typisch waren. Die Churchills entfernten viele dieser Pflanzungen, während die umliegenden Wälder beibehalten wurden. Innerhalb des eigentlichen Gartens schufen die Churchills das gesamte Landschaftsbild, Architektur- und Wasserelemente, so wie sie auch heute noch zu sehen sind.
Die Gartenseite des Hauses öffnet sich auf eine Rasenterrasse, die ursprünglich vom Garten dahinter durch ein Ha-Ha und danach in den 1950er Jahren durch eine Kalksteinwand mit Steinen aus Kent („Kentish ragstone“) getrennt war. Im Norden ist der Rosengarten, der von Lady Churchill und ihrer Cousine Venetia Stanley angelegt wurde. Der nahe gelegene Marlborough Pavillon wurde von Tilden gebaut und 1949 mit Fresken von Churchills Neffen John Spencer Churchill verziert. Jenseits des Rosengartens befindet sich der „Water Garden“, welcher von den Churchills mit dem Goldorfenteich angelegt wurde. Hier fütterte Churchill seine Fische. Des Weiteren befindet sich ein und in den 1930er Jahren erbautes Schwimmbecken im „Water Garden“. Churchill suchte Rat bei seinem Freund und wissenschaftlichen Guru Frederick Lindemann, für die ideale Methode zum Beheizen und Reinigen des Schwimmbeckens.
Im Süden befindet sich der Krocket-Rasen, der zuvor ein Tennisplatz war. Im Gegensatz zu Winston Churchill war Lady Churchill eine versierte Turnierspielerin beider Sportarten. Außerhalb des Rasens befinden sich mehrere Bauten, die um den viktorianischen Küchengarten gruppiert sind. Bei der Erstellung von vielen dieser Bauten war Churchill beteiligt. Als er Chartwell kaufte, hatte er ein großes Interesse am Maurerhandwerk entwickelt. Während der 1920er und 1930er Jahre baute er Mauern, ein Sommerhaus und mehrere Häuser auf dem Anwesen. 1928 trat Churchill der Amalgamated Union of Building Trade Workers bei, ein Schritt, der einige Kontroversen verursachte. In der Nähe des Küchengartens befindet sich der „Golden Rose walk“, ein Geschenk von Churchills Kindern zum goldenen Hochzeitstag im Jahr 1958. Des Weiteren befindet sich in der Nähe des Küchengartens Churchills Mal-Atelier, welches in den 1930er Jahren erbaut wurde und in dem heute eine große Sammlung seiner künstlerischen Arbeiten untergebracht ist.
Südlich der Rosenterrasse liegt der obere und untere See, Schauplatz von Churchills ehrgeizigsten Landschaftsbauprojekten. Als die Familie Colquhoun noch im Besitz von Chartwell war, gab es bereits den unteren See. Die Insel im unteren See, sowie der obere See wurden von Churchill selbst entworfen. Am 1. Januar 1935, während Lady Churchill auf einer Kreuzfahrt bei Sumatra war, beschrieb Churchill die Anfänge seiner Unternehmungen in einer seiner Chartwell-Bulletins: „Ich habe einen von diesen großen mechanischen Baggern bestellt. In einer Woche kann der Bagger mehr erledigen als 40 Leute. Es gibt keine Schwierigkeit, den Bagger auf das Gelände zu bringen, da es sich um ein Raupenfahrzeug handelt, welches selbst die unwegsamsten Gebiete durchqueren kann“. Die Ausgrabungsarbeiten erwiesen sich als schwieriger als Churchill es erwartet hatte. Zwei Wochen später schrieb er erneut: „Der mechanische Bagger ist eingetroffen. Er bewegt sich mit seinen Raupen nur mit größter Schwierigkeit auf diesem nassen Boden“.

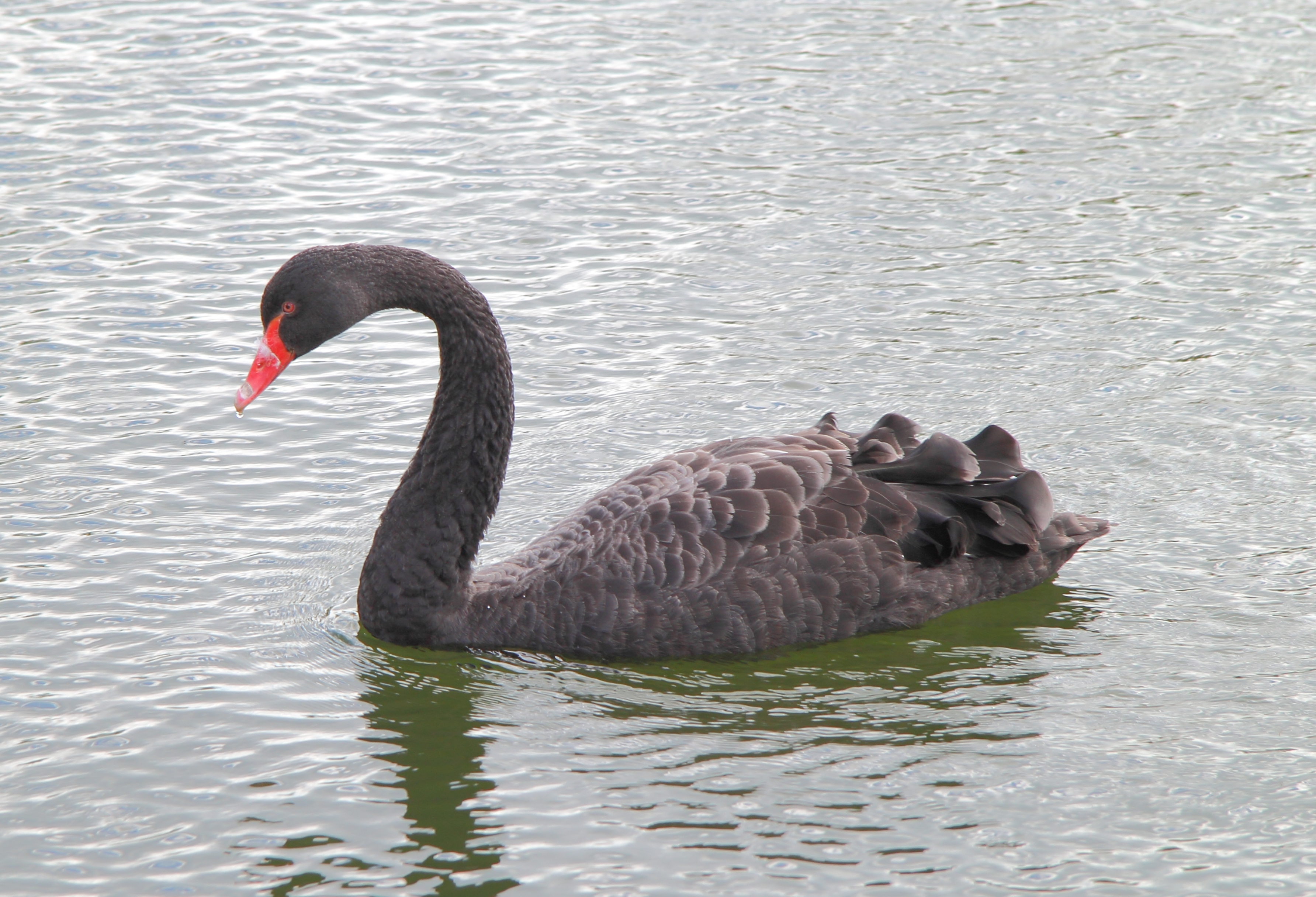
Ein schwarzer Schwan im See von Chartwell

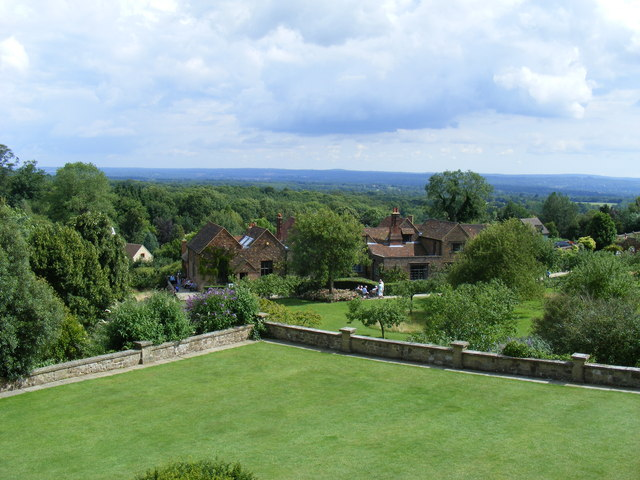
Der Blick von der Terrasse in Richtung des Malstudios über den Weald of Kent

Auf den Seen lebte Churchills große Sammlung von Wildvögeln, darunter auch Schwarzschwäne, welche ihm von der australischen Regierung geschenkt wurden, die den Bestand 1975 wieder auffüllte.
In den Jahren 1946 und 1947 erweiterte Churchill seinen Landsitz mit dem Erwerb der Chartwell Farm und der Parkside Farm, sowie anschließend der Bardogs Farm und einer Gemüsegärtnerei.
1948 bewirtschaftete er etwa 500 Acres (ca. 200 Hektar). Die Bauernhöfe wurden von Marys Ehemann Christopher verwaltet. Churchill hielt Rinder und Schweine und baute Nutzpflanzen und Marktgemüse an. Die Bauernhöfe waren nicht rentabel. 1952 überstieg Churchills Betriebsverlust 10.000 Pfund pro Jahr. Am Ende des Jahrzehnts wurden die Bauernhöfe und der Tierbestand verkauft. Ein lukrativeres Geschäft war hingegen der Besitz und die spätere Zucht von Rennpferden. 1949 hatte Churchill das Pferd Colonist II erworben, welches sein erstes Rennen, die Upavon Stakes in Salisbury, im selben Jahr gewann. Es erzielte ein Preisgeld in Höhe von 13.000 Pfund für Churchill. 1955 kaufte Churchill das Gestüt „Newchapel Stud“. Bis 1961 überstieg sein gesamtes Preisgeld aus den Pferderennen die Summe von 70.000 Pfund.
In den 1950er Jahren dachte er über sein Engagement im Pferdesport nach. „Vielleicht hat die Fügung ihm das Pferd Colonist gegeben, als Annehmlichkeit in seinem hohen Alter und als Trost für erlittene Enttäuschungen“.